# Department of Conservation
Department of Conservation (język maoryski Te Papa Atawhai) – departament sektora publicznego w Nowej Zelandii, którego zadaniem jest ochrona narodowego dziedzictwa naturalnego i kulturalnego. Jego ministrem w rządzie Nowej Zelandii jest od 2013 Nick Smith. Department of Conservation zarządza m.in. parkami narodowymi, rezerwatami przyrody i szlakami turystycznymi.
Departament został utworzony w 1987, na mocy ustawy Conservation Act 1987, w wyniku połączenia "Department of Survey and Land Information", "New Zealand Forest Service" i "New Zealand Wildlife Service".